# عقد 1410
عقد 1410 هو عقد امتد بين 1 يناير 1410 و31 ديسمبر 1419 بحسب التقويم الميلادي. سبقه عقد 1400 ولحقه عقد 1420.

## أحداث
- معركة أجينكور (1415)
- قائمة حلقات ماجيك كايتو 1412 (1412)
- سقوط سبتة (1415)

## مواليد
- عبد الوهاب بن عربشاه (1411)
- منجونغ ملك جوسون (1414)
- أبو عبد الله محمد العاشر (1415)
- عبد الرحمن الجامي (1414)
- بييرو ديلا فرانشيسكا (1415)
- جوان مارتورل (1415)
- خوان دي مينا (1411)
- ريتشارد يورك (1411)
- ديريك باوتس (1415)
- ألبرشت آخيل (1414)
- جون أرجيروبولوس (1415)

## وفيات
- مارتن الأول ملك أراغون (1410)
- بياتريكس من نورنبيرغ (1414)
- كاترين من فندوم (1412)
- جوانا صوفيا البافارية (1410)
- لويس الثاني، دوق بوربون (1410)
- روبرشت ملك ألمانيا (1410)
- ابن النحاس الدمشقي الدمياطي (1411)
- جون بوفورت (1410)
- إسكندر شاه (1414)
- ميلخيور برودرلام (1411)
- دولت شاه خاتون (1411)

## كتب
- Yves Denis Papin (1998). Chronologie de l'histoire ancienne. Lieu de publication non identifié: Éditions Jean-paul Gisserot. ISBN:2-87747-346-5. OCLC:40746926. مؤرشف من الأصل في 2022-03-16.
- موسوعة حضارة العالم (2002) لأحمد محمد عوف.

## روابط خارجية
- تصفح سنة بسنة عقد 1410 على موقع onthisday.com
- تصفح سنة بسنة عقد 1410 ابتداءً من سنة عقد 1410 على موقع المكتبة الوطنية الفرنسية